# Louis Auguste Blanqui
Louis Auguste Blanqui (n. 8 februarie 1805, Puget-Théniers, Provence-Alpes-Côte d'Azur, Franța – d. 1 ianuarie 1881, Paris, Franța) a fost un socialist francez, filosof politic și activist cunoscut pentru acțiunile sale revoluționare din cadrul celei de-a Doua Republică Franceză. Este cel după care s-a construit ideologia politică a blanquismului.